# شطحه
شطحة (به عربی: شطحة) یک منطقهٔ مسکونی در سوریه است که در شهرستان سقیلبیه واقع شده‌است.

## خصوصیات
شطحة ۸٬۰۷۶ نفر جمعیت دارد.